# Tobias Englund
Tobias Klas Anders Englund (6 febbraio 1989) è un calciatore svedese, difensore svincolato.

## Carriera
Nel 2005 si è affacciato alla prima squadra dell'IFK Värnamo, club in cui ha terminato il settore giovanile. Al termine della stagione 2010, i biancoblu hanno vinto per la prima volta il campionato di Division 1 Södra, venendo promossi in seconda serie: quell'anno Englund ha contribuito con una rete in 25 presenze – tutte da titolare – sulle 26 giornate in calendario. Con la maglia dell'IFK Värnamo, Englund ha anche disputato i successivi 6 campionati di Superettan, alla fine dei quali la squadra è sempre riuscita a mantenere la categoria. Al termine della stagione 2016 ha lasciato la squadra, adducendo di voler diventare un calciatore professionista a tempo pieno.
Nel gennaio del 2017 è stato presentato come un nuovo giocatore del Falkenberg, altra squadra militante in Superettan. Il suo contratto, inizialmente biennale, è stato rinnovato di altri due anni dopo la stagione 2018, conclusa con la promozione del club in Allsvenskan. Il 31 marzo 2019, alla prima giornata dell'Allsvenskan 2019 vinta 1-0 contro l'Örebro, Englund ha debuttato nella massima serie svedese, fornendo anche l'assist per il gol di John Björkengren che ha deciso la gara. In quel campionato, Englund ha disputato 18 partite, e la squadra ha ottenuto la salvezza nei minuti di recupero dell'ultima giornata. Il club tuttavia è poi retrocesso sia dall'Allsvenskan 2020 che dalla Superettan 2021, al termine della quale Englund è rimasto svincolato.
Libero da vincoli contrattuali, nel marzo del 2022 ha accettato l'offerta dei norvegesi dell'Arendal militanti in 2. divisjon, il terzo livello del calcio nazionale.